# Cordia ellenbeckii
Cordia ellenbeckii là loài thực vật có hoa trong họ Mồ hôi. Loài này được Gürke ex Vaupel mô tả khoa học đầu tiên năm 1912.